# Terence Joubert
Pour les articles homonymes, voir Joubert.
Terence Joubert, né le 17 avril 1982 aux Ulis, est un escrimeur français, pratiquant le fleuret.
Il remporte la médaille d'or par équipes aux Championnats d'Europe d'escrime 2003 et aux Championnats d'Europe d'escrime 2006 et la médaille de bronze par équipes aux Championnats d'Europe d'escrime 2005 et aux Championnats d'Europe d'escrime 2008.
Il met un terme à sa carrière en 2013.